# Enchophora viridipennis
Enchophora viridipennis är en insektsart som beskrevs av Maximilian Spinola 1839. Enchophora viridipennis ingår i släktet Enchophora och familjen lyktstritar. Inga underarter finns listade i Catalogue of Life.